# Billy Corgan

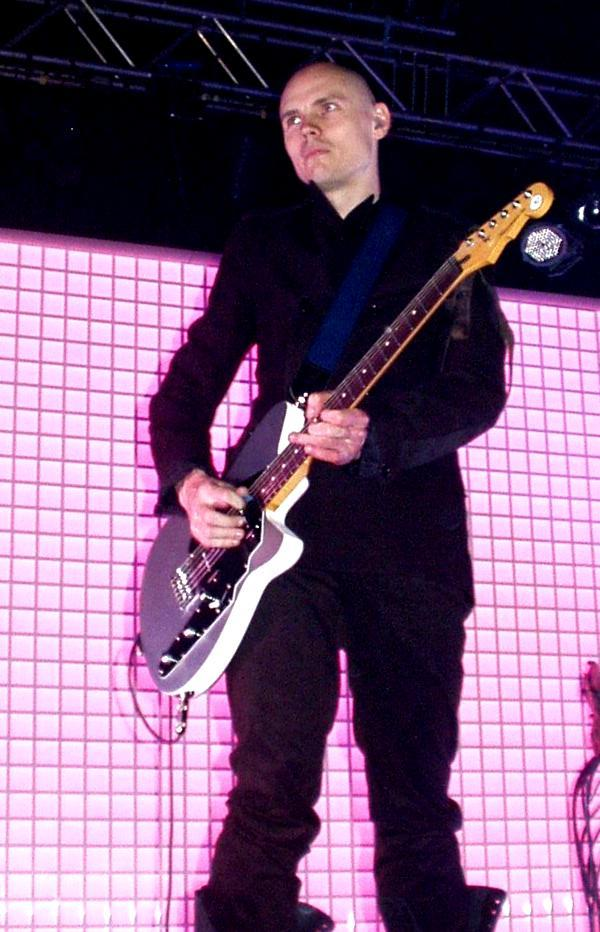
Billy Corgan am 11. Juni 2005 in Köln

William „Billy“ Patrick Corgan (* 17. März 1967 in Chicago, Illinois) ist ein US-amerikanischer Musiker, Musikproduzent, Songschreiber, Lyriker und Bandleader der Alternative-Rock-Band Smashing Pumpkins. Seit 2017 ist Corgan Eigentümer und Präsident der traditionsreichen National Wrestling Alliance.

## Leben und Werk

### Kindheit und Jugend
Billy Corgan wurde als Sohn des Blues- und Rockmusik-Gitarristen William Corgan Sr. und Martha Lutz in Chicago geboren. Nach der Scheidung der Eltern 1970 zog Corgan zu seinem Vater und seiner Stiefmutter in Glendale Heights, wo er gemeinsam mit seinem Bruder und Halbbruder aufwuchs. Nach eigener Aussage wurde Corgan von seiner Stiefmutter geschlagen.
In seiner Schulzeit spielte Corgan in einer Vielzahl unterschiedlicher Bands und beschloss nach seinem Schulabschluss, eine Karriere als Musiker zu verfolgen. Seine erste größere Band war The Marked. Der Name der Band spielte auf die auffälligen Muttermale von Corgan und dem Drummer Ron Roesing an. Von der Musikszene in Chicago enttäuscht, zog Corgan mit seiner Band 1985 nach Saint Petersburg, Florida, kehrte aber schon bald, nach Auflösung der Band, zurück nach Chicago.

### The Smashing Pumpkins
In Chicago gründete Corgan gemeinsam mit dem Gitarristen James Iha, mit dem er in einem Plattenladen arbeitete, die Band The Smashing Pumpkins und sie veröffentlichten erste Demotapes. Bald darauf schlossen sich die Bassistin D’arcy Wretzky und der Schlagzeuger Jimmy Chamberlin an. Corgan sang, spielte Gitarre und schrieb den Großteil aller Lieder.
1991 erschien das erste Album Gish, der große Durchbruch folgte zwei Jahre darauf mit Siamese Dream. Das Album wurde in den USA mehrfach mit Platin ausgezeichnet, die Singles Today und Disarm wurden weltweit zu Hits. Das Album Mellon Collie and the Infinite Sadness aus dem Jahr 1995 konnte diesen Erfolg sogar noch toppen: Die Platte wurde für sieben Grammys nominiert und der Song 1979 zur bis dato erfolgreichsten Single der Band. 1996 trennte sich die Band vorübergehend von Chamberlin, nachdem dieser heroinabhängig geworden war. Die Band veröffentlichte 1998 das Album Adore und 2000 Machina/The Machines of God, ein Konzeptalbum, das allerdings nicht an die früheren Erfolge anschließen konnte. Noch während der Aufnahmen zu letzterem Album verließ Wretzky die Band und wurde durch die Bassistin Melissa Auf der Maur ersetzt.
Bald darauf erklärte die Band, sich noch im selben Jahr aufzulösen. Das Album Machina II/The Friends & Enemies of Modern Music wurde zum kostenlosen Erwerb im Internet veröffentlicht.

### Zwan und Solokarriere
Nach der Auflösung der Smashing Pumpkins gründete Corgan 2001 mit dem Pumpkins-Drummer Jimmy Chamberlin die Band Zwan. 2002 steuerte Corgan mit Zwan einen Großteil zum Soundtrack des Films Spun von Jonas Åkerlund bei, in dem er auch einen kurzen Cameoauftritt als Arzt hatte. 2003 erschien das erste und einzige Album von Zwan, Mary Star of the Sea. Die Band löste sich aber noch im selben Jahr wieder auf: Mit Zwan konnten Corgan und Chamberlin nicht an ihre immensen Erfolge mit den Smashing Pumpkins anknüpfen.
Nach der Auflösung von Zwan war Billy Corgan vor allem als Solokünstler aktiv und begann, sein Leben in einem Blog festzuhalten. Hier schreibt Corgan auch von sehr privaten Details, etwa von seinem zerrütteten Verhältnis zu seinen Eltern, Suizidgedanken oder von Streitigkeiten der Smashing Pumpkins. 2004 erschien sein erstes Buch, der Lyrikband Blinking With Fists, beim britischen Verlag Faber & Faber. Auch den Schreibprozess dokumentierte Corgan auf seinem Blog. Blinking With Fists schaffte es auf Anhieb auf die Bestsellerliste der New York Times, stieß aber auf gemischte Kritiken.
Am 20. Juni 2005 erschien Corgans erstes Soloalbum mit dem Titel The Future Embrace und die erste Singleauskopplung Walking Shade. Von Juni bis August 2005 war er zusammen mit einer Band, bestehend aus Matt Walker, Linda Strawberry und Brian Liesegang, auf Welttournee mit Abschlusskonzerten in Tokio. 2007 war Billy Corgan als Gastsänger bei dem Lied The Cross von den Scorpions zu hören.

### Smashing Pumpkins Revival
Corgan verkündete am 22. Juni 2005 auf seiner Website und einer ganzseitigen Anzeige in der Chicago Tribune, dass er seine alte Band vermisse, die Pumpkins wieder zum Leben erwecken wolle und er bezeichnete die Auflösung als die schlechteste Entscheidung seines Lebens. 2006 fand eine Reunion der Smashing Pumpkins statt, allerdings mit den neuen Bandmitgliedern Ginger Pooley am Bass und dem Gitarristen Jeff Schroeder anstelle von Wretzky und Iha. Im Juli 2007 veröffentlichte die Band das Album Zeitgeist, das auf gemischte Kritiken stieß. 2012 folgte dann das neue Album Oceania, das von Musikkritikern überwiegend positiv aufgenommen wurde. Oceania ist zudem ein „Album im Album“, im Rahmen von Corgans Musikprojekt Teargarden by Kaleidyscope.
2009 gründete Corgan die Band Spirit in the Sky, zunächst um ein Tributkonzert für den Rock-’n’-Roll-Sänger Sky Saxon zu spielen.

### Soloalben als William Patrick Corgan
Parallel zur Arbeit mit den inzwischen wiedervereinten Smashing Pumpkins arbeitete Corgan auch als Solokünstler. Am 13. Oktober 2017 erschien das Album Ogilala unter seinem bürgerlichen Namen William Patrick Corgan (auf dem Cover mit WPC abgekürzt). Die Songs des Albums, das Corgan mit Rick Rubin produzierte, basieren vor allem auf akustischer Gitarre und sparsamer Instrumentierung. Für das am 22. November 2019 veröffentlichte Doppelalbum Cotillions engagierte Corgan Sessionmusiker aus Nashville, was zu einem Sound führte, der sich stark an Country und Bluegrass orientiert.

### Wrestlingpromoter
2011 gründete Corgan die Indie-Wrestling-Liga Resistance Pro Wrestling. 2012 eröffnete er außerdem das Café Madame Zuzu's Tea House in seiner Heimatstadt Highland Park. Im April 2015 stieg Corgan bei Total Nonstop Action Wrestling ein, wo er als Senior Producer eingesetzt wurde. Corgan hatte insgesamt 1,8 Millionen US-Dollar in TNA investiert, um zwei Taping-Marathons und den Slammiversary-PPV zu finanzieren. Der Deal sah vor, dass er bei Rückzahlung einen Bonus von 900.000 US-Dollar erhält. Einige Tage vor der Einigung hatte sich Corgan auf Twitter noch einen Schlagabtausch mit TNA und Anthem Sports & Entertainment Corporation geliefert, da ihm sein Geld nicht umgehend nach dem Richterspruch zurückgezahlt wurde. Von August 2016 bis zum 15. November 2016 war Corgan der Präsident von Total Nonstop Action Wrestling. Corgan klagte gegen TNA. Er einigte sich mit Anthem Sports & Entertainment Corporation darauf, dass man ihm seine 2,7 Millionen US-Dollar auszahlen wird. Somit wurde der Rechtsstreit beigelegt. Corgan verließ daraufhin TNA.
Am 1. Mai 2017 wurde bekannt, dass Billy Corgan und sein Unternehmen Lightning One Inc die traditionsreiche, 1948 gegründete Wrestling-Organisation National Wrestling Alliance erworben hat. Der Kauf schloss den Namen NWA, ihre Rechte, ihre Marken und ihre Meisterschaftsgürtel ein. Mehreren Quellen zufolge erwarb Corgan im Rahmen seiner Übernahme der NWA zudem bedeutende Anteile am "On Demand"-VOD-Dienst der NWA und die Lizenzierung der Paul-Boesch-Wrestling-Bibliothek. Corgans Eigentum an der NWA trat am 1. Oktober 2017 in Kraft. Alle von Vorbesitzer R. Bruce Tharpe erteilten Lizenzen zur Verwendung des NWA-Brandings liefen am Vortag aus, wodurch Corgan die vollständige Kontrolle über die Marke und ihre Meisterschaften erhielt. Corgan bildet neben Dave Lagana seither die neue Führung der NWA-Organisation, die u. a. auf der Plattform YouTube wöchentliche Sendungen ausstrahlt.

## Persönliches

### Psychische Gesundheit
Corgan hat den größten Teil seines Lebens mit Angst, Depressionen, Panikattacken, Selbstverletzungen, Zwangsstörung und Suizidgedanken zu kämpfen gehabt. Er führt diese Probleme auf den körperlichen und emotionalen Misshandlungen zurück, die er als Kind durch seinen Vater und seine Stiefmutter erlitten hat, sowie auf andere persönliche Probleme. Seitdem engagiert er sich für Netzwerke zur Unterstützung von Opfern von Misshandlungen.

### Engagement im Sport
Corgan ist ein begeisterter Fan der Chicago Cubs und gelegentlich Kommentator für das Team bei WXRT-DJ Lin Brehmer. Er ist bei vielen Cubs-Spielen aufgetreten, hat gelegentlich den zeremoniellen ersten Pitch geworfen oder Take Me Out to the Ball Game gesungen. Er ist auch ein Fan der Chicago Bulls, Chicago Blackhawks und Chicago Bears und wurde persönlicher Freund von Dennis Rodman und Chris Chelios. Er ist ein begeisterter Wrestling-Fan und trat bei einem Event von ECW auf, bei dem er eine akustische Gitarre als Waffe benutzte.

## Diskografie

### Alben
| Jahr | Titel              | Höchstplatzierung, Gesamtwochen, AuszeichnungChartplatzierungen (Jahr, Titel, Platzierungen, Wochen, Auszeichnungen, Anmerkungen) | Höchstplatzierung, Gesamtwochen, AuszeichnungChartplatzierungen (Jahr, Titel, Platzierungen, Wochen, Auszeichnungen, Anmerkungen) | Höchstplatzierung, Gesamtwochen, AuszeichnungChartplatzierungen (Jahr, Titel, Platzierungen, Wochen, Auszeichnungen, Anmerkungen) | Höchstplatzierung, Gesamtwochen, AuszeichnungChartplatzierungen (Jahr, Titel, Platzierungen, Wochen, Auszeichnungen, Anmerkungen) | Anmerkungen                |
| Jahr | Titel              | DE | CH | UK | US | Anmerkungen                |
| ---- | ------------------ | --- | --- | --- | --- | -------------------------- |
| 2005 | The Future Embrace | DE67 (1 Wo.)DE | CH82 (1 Wo.)CH | UK89 (1 Wo.)UK | US31 (3 Wo.)US | als Billy Corgan           |
| 2017 | Ogilala            | — | CH86 (1 Wo.)CH | — | US183 (1 Wo.)US | als William Patrick Corgan |
| 2019 | Cotillions         | — | — | — | — | als William Patrick Corgan |

### Singles
| Jahr | Titel Album                      | Höchstplatzierung, Gesamtwochen, AuszeichnungChartsChartplatzierungen (Jahr, Titel, Album, Platzierungen, Wochen, Auszeichnungen, Anmerkungen) | Anmerkungen |
| Jahr | Titel Album                      | UK | Anmerkungen |
| ---- | -------------------------------- | --- | ----------- |
| 2005 | Walking Shade The Future Embrace | UK74 (1 Wo.)UK |             |

### Soundtracks
- 1996: Kopfgeld – Einer wird bezahlen – 6 Lieder
- 1998: First Love, Last Rites (When I Was Born, I Was Bored)
- 1999: Stigmata – 12 Lieder
- 2003: Spun – 4 Lieder
- 2007: Desires of a Housewife – Menschen am Abgrund – 3 Lieder

### Tributealbum
- 1995: A Means to an End: The Music of Joy Division – 1 Lied (als Starchildren)